# NGC 1395
NGC 1395 ist eine Elliptische Galaxie vom Hubble-Typ E2 im Sternbild Eridanus am Südsternhimmel. Sie ist schätzungsweise 72 Millionen Lichtjahre von der Milchstraße entfernt und hat einen Durchmesser von etwa 110.000 Lichtjahren. Die Galaxie ist Mitglied des etwa 85 Millionen Lichtjahre entfernten Eridanus-Galaxienhaufens und hellste Galaxie der südlichen Untergruppe dieses Haufens.

Im selben Himmelsareal befinden sich u. a. die Galaxien NGC 1401, NGC 1403, NGC 1415, NGC 1416.
Das Objekt wurde am 17. November 1784 von dem deutsch-britischen Astronomen Wilhelm Herschel entdeckt.